# 肖祥清
肖祥清（1963年4月—），苗族，湖南城步人，1983年10月加入中国共产党。中南林学院林学专业毕业。历任株洲市南区政府副区长、天元区副区长；株洲高新技术产业开发区副主任；天元区委副书记；湖南省外事侨务办公室副主任、党组成员等职。2007年12月任湖南省外事侨务办公室主任、党组书记。2014年任湖南省科学技术厅副厅长、省知识产权局局长。
2017年11月，任中共湖南省委台湾工作办公室主任。2021年8月，任中共湖南省委副秘书长。